# 슈퍼 몽키 볼 2
《슈퍼 몽키 볼 2》는 어뮤즈먼트 비전이 개발하고 세가가 배급한 3D 플랫폼 게임이다. 《슈퍼 몽키 볼》 시리즈 두 번째 작품으로 가정용 콘솔 전용으로 출시된 첫 번째 게임이다. 북미에서 2002년 8월 25일 게임큐브 기종으로 처음 발매됐다.
2021년에 발매된 리메이크 《퍼펙트! 슈퍼 몽키 볼 1&2 리메이크》에 해당 게임의 스테이지들이 수록됐다.

## 반응
2002년 E3에서 '최고의 퍼즐 게임' 상을 수여받았다.

## 참조
1. ↑  영어: Super Monkey Ball 2, 일본어: スーパーモンキーボール2